# Nécropole du Palazzone
La nécropole du Palazzone comporte un ensemble de tombes étrusques, datant probablement des (VIe – Ve siècle av. J.-C.) située près de la ville de Pérouse en Ombrie, à Ponte San Giovanni.

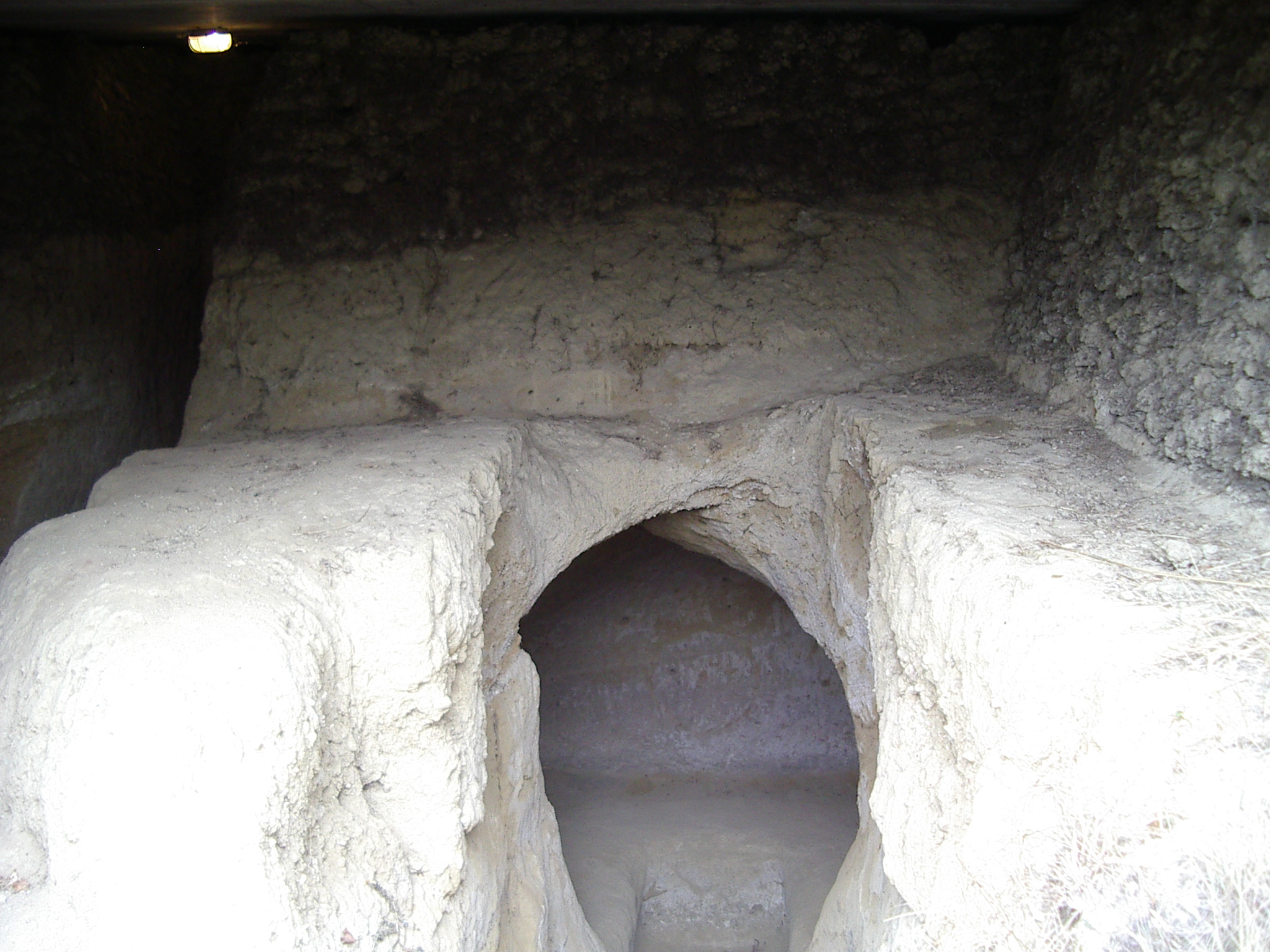
Dromos d'une tombe

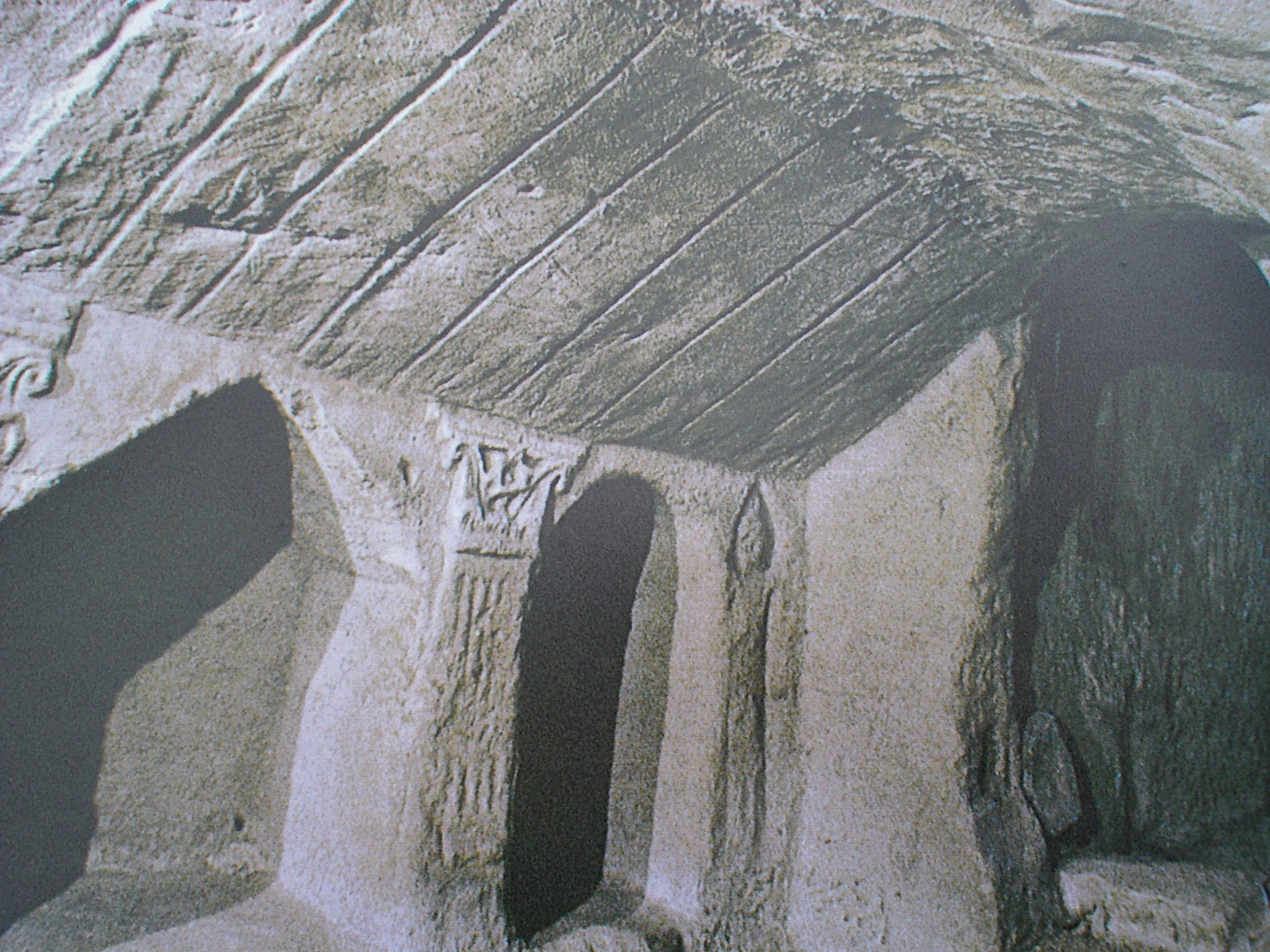
La Tomba Bella

## Histoire
La nécropole s'étend autour de l'Hypogée des Volumni. Son nom provient de la Villa dei Baglioni dite « Il Palazzone » (Grand palais), des anciens propriétaires des terrains.
La nécropole a été mise au jour dans les années 1800 et fut de nouveau explorée à partir de 1963. Elle est constituée d'environ 200 tombes creusées dans le terrain. Les tombes sont a camera avec un petit dromos et datent pour la majorité de la période  hellénistique et certaines de la période archaïque. 
Cinq hypogées sont beaucoup plus âgés que le reste et datent de la fin VIe ou du Ve siècle av. J.-C. Deux de celles-ci ont été découvertes en 1843, il s'agit des hypogées des Cafate et des Acsi.
La nécropole, insérée dans le parc archéologique, est visitable selon un parcours jalonné par des panneaux didactiques. 
Un antiquarium a été mis en place avec des expositions thématiques centrées sur les aspects de la vie quotidienne.